# Michele Giurgola
Michele Giurgola (Tricase, 3 settembre 1979) è un apneista italiano.

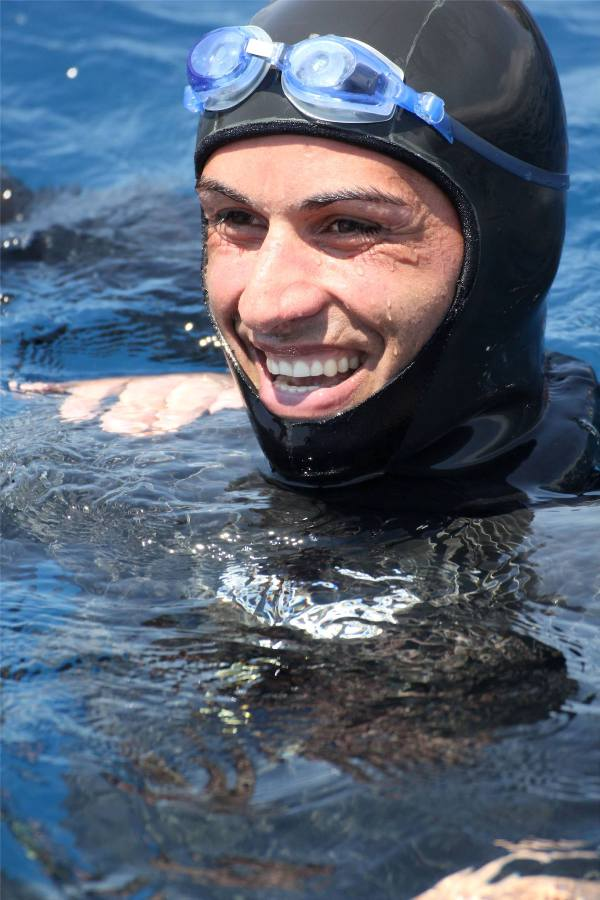
Michele Giurgola

Ha stabilito numerosi record in varie discipline dell'apnea.
Alto 172 cm per 62 kg di peso, possiede una capacità polmonare di 6,9 litri.

## Attività sportiva
Da sempre la passione per il mare lo ha spinto verso l'apnea in tutte le sue discipline, fino a farlo diventare atleta della Nazionale Italiana.
Appassionato anche di pesca subacquea è uno degli atleti che si spinge più a fondo, oltre i 50 metri, realizzando catture spettacolari.

## Palmarès
| Anno | Sede    | Manifestazione               | Disciplina                      |  |        |    |
| ---- | ------- | ---------------------------- | ------------------------------- |  | ------ | -- |
| 2018 | Kaş     | Campionato del Mondo Outdoor | Assetto Costante senza Attrezzi |  | -76 m  | NR |
| 2016 | Kaş     | Campionato del Mondo Outdoor | Assetto Costante senza Attrezzi |  | -68 m  |    |
| 2015 | Ischia  | Campionato del Mondo Outdoor | Assetto Costante con Monopinna  |  | -103 m | NR |
| 2015 | Ischia  | Campionato del Mondo Outdoor | Assetto Costante con Bipinna    |  | -93 m  | WR |
| 2015 | Ischia  | Campionato del Mondo Outdoor | Jump Blue                       |  | 165 m  |    |
| 2012 | Antalya | Campionato Europeo Outdoor   | Jump Blue                       |  | 185 m  | WR |

Record Mondiale Assetto Costante Bipinne
Assetto costante bipinne in mare 7 ottobre 2015 Ischia - Napoli - 93 m.
Record Mondiale Jump Blue
Jump Blue 31 ottobre 2012 Antalya - Turchia 185 m.
Record Italiano Assetto Costante Monopinna
Assetto costante monopinna in mare 6 ottobre 2015 Ischia - Napoli - 103 m.
Record Italiano Assetto Costante Bipinne
Assetto costante bipinne in mare 7 ottobre 2015 Ischia - Napoli - 93 m.
Assetto costante bipinne in mare 27 giugno 2015 Ischia - Napoli - 88 m.
Assetto costante bipinne in mare 4 ottobre 2014 Ischia - Napoli - 77,5 m.
Assetto costante bipinne in mare 20 settembre 2014 Torre San Giovanni - Lecce - 72 m.
Record Italiano Assetto Costante Senza Attrezzi
Assetto costante senza attrezzi in mare 3 ottobre 2018 Kaş - 76 m.
Assetto costante senza attrezzi in mare 29 settembre 2018 Kaş - 75 m.
Assetto costante senza attrezzi in mare 9 settembre 2012 Ischia - Napoli - 64 m.
Record Italiani Apnea Dinamica Bipinne
Apnea dinamica con attrezzi in vasca da 25m. 30 marzo 2014 Bari 195,50 m.
Apnea dinamica con attrezzi in vasca da 25m. 23 marzo 2014 Napoli 190,00 m.
Record Italiani Apnea Dinamica Monopinna
Apnea dinamica con attrezzi in vasca da 25m. 24 febbraio 2013 Napoli 236,15 m.
Apnea dinamica con attrezzi in vasca da 25m. 13 ottobre 2011 Bologna 224,70 m.
Apnea dinamica con attrezzi in vasca da 25m. 16 ottobre 2011 Cosenza 218,90 m.
Apnea dinamica con attrezzi in vasca da 25m. 2 maggio 2010 Modugno - Bari 214,35 m.
Apnea dinamica con attrezzi in vasca da 25m. 21 marzo 2010 Siena 204,95 m.
Apnea dinamica con attrezzi in vasca da 25m. 20 aprile 2008 Jesi - Ancona 188,10 m.
Record Italiani Apnea Dinamica Senza Attrezzi
Apnea dinamica senza attrezzi in vasca da 50m. 14 maggio 2010 Lignano Sabbiadoro - Udine 149,40 m.
Campionati Italiani
Campionato Italiano Assetto Costante Monopinna 2014 1º classificato
Campionato Italiano Assetto Costante Bipinne 2014 2º classificato
Campionato Italiano Jump Blue 2014 2º classificato
Campionato Italiano Dinamica Bipinne 2014 1º classificato
Campionato Italiano Dinamica Monopinna 2014 2º classificato
Campionato Italiano Assetto Costante Monopinna 2012 1º classificato
Campionato Italiano Dinamica 2012 3º classificato
Campionato Italiano Dinamica Monopinna 2012 1º classificato
Campionato Italiano Dinamica senza attrezzi 2010 3º classificato
Campionato Italiano Dinamica senza attrezzi 2010 3º classificato
Campionato Italiano Dinamica senza attrezzi 2010 2º classificato
Campionato Italiano Dinamica Monopinna 2010 1º classificato
Campionato Italiano Dinamica Monopinna 2008 2º classificato
Campionato Italiano Dinamica Monopinna 2007 3º classificato
Campionato Italiano Dinamica Monopinna 2007 2º classificato